# Inguromorpha sandelphon
Inguromorpha sandelphon is een vlinder uit de familie van de Houtboorders (Cossidae). De wetenschappelijke naam van de soort is voor het eerst gepubliceerd in 1912 door Harrison Gray Dyar Jr..
De spanwijdte bedraagt 34 millimeter.
De soort komt voor in Mexico.